# 真正急進自由党
真正急進自由党（しんせいきゅうしんじゆうとう、スペイン語: Partido Liberal Radical Auténtico、PLRA）は、パラグアイの自由主義政党。自由主義インターナショナルに所属している。
「自由主義者」として知られているように、コロラド党による一党制の打破に尽力した。アルフレド・ストロエスネル時代に弾圧された自由党の後継政治団体として、1989年にストロエスネルの独裁が終わった頃から現在の地位を確立した。
2023年4月30日に行われた直近の総選挙では、定数80の下院で23議席（得票率27.46パーセント）を、定数45の上院で12議席（得票率24.35パーセント）を獲得した。